# (11521) Erikson
(11521) Erikson (1991 GE9) – planetoida z pasa głównego asteroid okrążająca Słońce w ciągu 5,6 lat w średniej odległości 3,15 j.a. Odkryta 10 kwietnia 1991 roku.